# Zelenogorsk (Territorio di Krasnojarsk)
Zelenogorsk  (in russo Зеленогорск?) è una città della Russia nel Territorio di Krasnojarsk che ospita una popolazione di circa 65.000 abitanti, che in passato si è chiamata prima Zaozërnyj-13 e poi Krasnojarsk-45. La città, che sorge sulle rive del fiume Kan a circa 18 chilometri da Zaozërnyj, è stata fondata nel 1956 come città chiusa ottenendo subito lo status di gorod, ovvero città.

## Galleria d'immagini

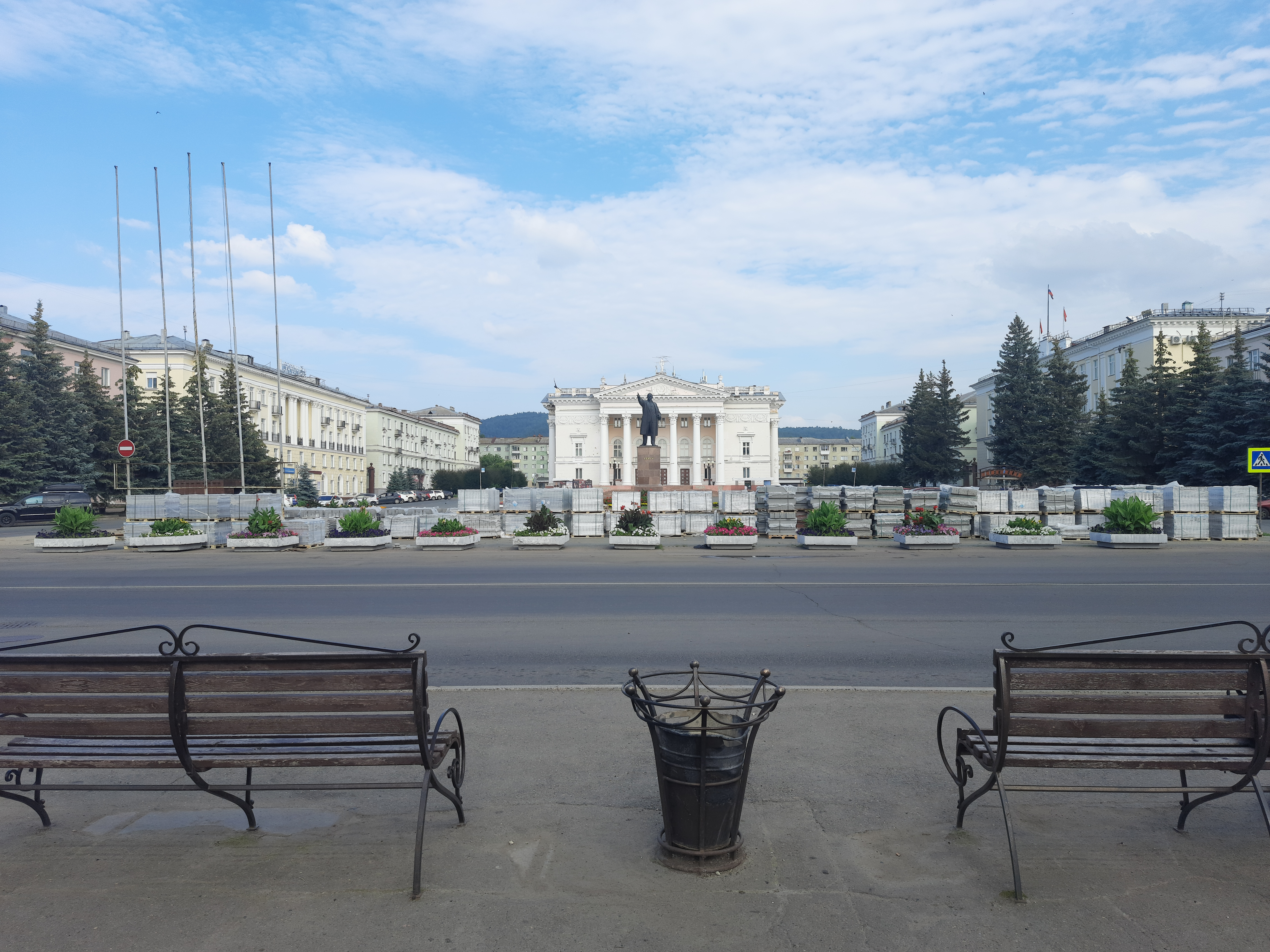
Monumento a Lenin